# Romeo Seka Affessi
Romeo Seka Affessi (19 februari 1984) is een Ivoriaanse voetballer.
Hij speelt als middenvelder en heeft momenteel geen club. Tot de winterstop van het seizoen 2008-2009 stond hij onder contract bij RAEC Mons. Seka werd opgeleid in de voetbalschool van Jean-Marc Guillou waar ook sterren als Emmanuel Eboué en Yaya Touré vandaan komen. Van 2004 tot 2007 speelde Seka bij SK Beveren.